# Garde-manger

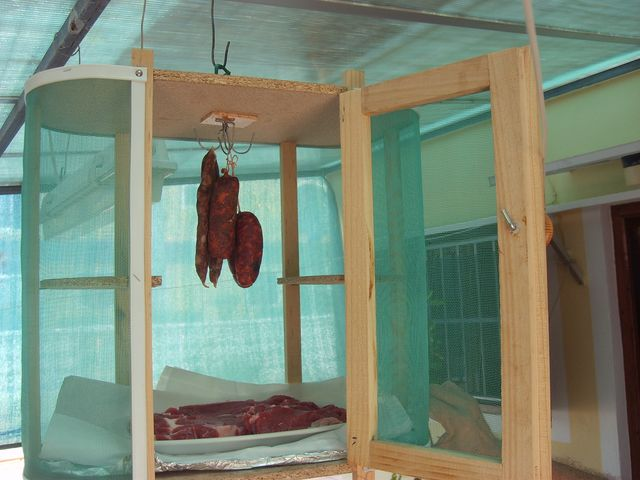
Garde-manger traditionnel pour protéger la viande.

Un garde-manger est une armoire très finement grillagée permettant de mettre les aliments à l'abri des insectes ou des animaux tels que les chats, les oiseaux, les rongeurs, les lézards, etc. sans toutefois être stockés dans une atmosphère confinée. Le garde-manger devait préférentiellement être placé à l'extérieur de l'habitation, si possible à l'ombre et dans un endroit exposé aux courants d'air. Le garde-manger, autrefois très commun en particulier en milieu rural, a beaucoup perdu de son utilité depuis la diffusion des réfrigérateurs et la baisse de leur coût.
Le terme désigne également le chef de partie responsable des plats froids dans une brigade de cuisine.

## Histoire
Le terme « garde-manger » trouve son origine dans la France pré-révolutionnaire. À cette époque, le maintien d'une grande quantité de nourriture et de boissons était un symbole extérieur de pouvoir, de richesse et de statut. C'est en raison de cette obligation de superviser la conservation des aliments et de gérer leur utilisation que beaucoup interprètent le terme garde-manger comme « garder pour manger ».
Le terme garde-manger est également lié aux chambres froides à l'intérieur des châteaux et des manoirs où la nourriture était stockée. Ces zones de stockage des aliments étaient généralement situées aux niveaux inférieurs, car l'environnement frais semblable à un sous-sol était idéal pour conserver les aliments. Ces chambres froides ont évolué au fil du temps pour devenir la cuisine froide moderne.
À cette époque, la plupart des marchands qui travaillaient en dehors des manoirs étaient associés à une guilde, une association de personnes du même métier formée pour leur aide et leur protection mutuelles. Les guildes élaboraient des programmes de formation pour leurs membres, préservant ainsi leurs connaissances et leurs compétences. La charcuterie était le nom d'une guilde qui préparait et vendait des produits cuits à base de porc. Grâce à cette organisation, la préparation des jambons, du lard, des saucisses, des pâtés et des terrines a été préservée. Lorsque le système des guildes a été aboli en 1791 à la suite de la Révolution française de 1789, les garde-chiourme ont pris en charge les tâches qui étaient auparavant effectuées par les charcutiers, qui avaient du mal à concurrencer les garde-chiourme polyvalents en raison de l'éventail limité des compétences requises.
Le poste de boucher s'est d'abord développé comme une spécialité au sein de la cuisine du garde-manger. L'augmentation du coût et de la demande de viandes animales a entraîné une augmentation de l'espace nécessaire à la fabrication et au découpage des viandes brutes. Ce besoin accru d'espace était dû non seulement à l'augmentation du volume des ventes de viande, mais aussi à la nécessité de séparer les viandes crues des aliments transformés pour éviter la contamination croisée et les risques de maladies d'origine alimentaire qui en résultent.
Lorsqu'un banquet était préparé, les aliments qui devaient être conservés au froid pour être maintenus en bon état étaient gardés dans cet espace de la cuisine. Le concept a évolué au fil du temps et c'est pourquoi on parle à la fois de l'espace réfrigéré et de l'endroit où un chef spécialisé est chargé de manipuler les aliments froids. Aujourd'hui, c'est un professionnel très apprécié qui existe dans toutes les cuisines d'hôtel et les restaurants de la haute cuisine.